# 11959 Окунокен'о
11959 Окунокен'о (11959 Okunokeno) — астероїд головного поясу, відкритий 13 квітня 1994 року.
Тіссеранів параметр щодо Юпітера — 3,337.
Названо на честь Окуно Кен'о (яп. おくの・けんお(奥野賢雄) окуно кен'о)